# جونديا (الهند)
جونديا هي مدينة ومجلس محلي تابع لولاية ماهاراشترا الهندية التي تخدم المقر الإداري لـمنطقة جونديا الإدراية. تُعرف جونديا أيضًا باسم مدينة الأرز نظرًا لوفرة مطاحن الأرز في المنطقة. كما أنّ مطار جونديا هو المطار الوحيد في المنطقة.

## تاريخها
سميت المنطقة على اسم شعب غوندي، وهي مجموعة آديفاسي (قبائل شبه القارة الهندية) في وسط الهند. أثناء الحكم البريطاني، كان مالك جونديا هو بونوار راجبوت.

## التركيبة السكانية
وفقًا لتعداد الهند الصادر عام 2011، بلغ إجمالي عدد السكان في مؤسسة بلدية جونديا 132,889 نسمة، منهم 66,756 من الذكور و66,133 من الإناث. كما بلغ عدد الأطفال في الفئة العمرية من 0 إلى 6 سنوات 12835 نسمة. وبلغ معدل معرفة القراءة والكتابة الفعّالة (محو الأمية) (للسكان 7 سنوات فما فوق) في المدينة 93.70٪.
| سنة  | الذكور | الإناث | عدد السكان | الفرق | الدين (٪) | الدين (٪) | الدين (٪) | الدين (٪) | الدين (٪) | الدين (٪) | الدين (٪)                  | الدين (٪) |
| سنة  | الذكور | الإناث | عدد السكان | الفرق | هندوسي    | مسلم      | مسيحي     | سيخ       | بوذي      | جاين      | الديانات والمعتقدات الأخرى | غير معروف |
| ---- | ------ | ------ | ---------- | ----- | --------- | --------- | --------- | --------- | --------- | --------- | -------------------------- | --------- |
| 2001 | 61418  | 59484  | 120902     | -     | 77.072    | 7.147     | 0.524     | 0.779     | 13.508    | 0.817     | 0.137                      | 0.015     |
| 2011 | 66500  | 66313  | 132813     | 0.099 | 76.228    | 7.483     | 0.472     | 0.760     | 13.804    | 0.692     | 0.088                      | 0.473     |